# 年锦
《年锦》是2024年中央广播电视总台春节联欢晚会中的歌曲，由王梓嫣作词，亢竹青作曲，刘涛、刘诗诗、李沁、关晓彤演唱。
由于表演者身穿汉朝、唐朝、宋朝和明朝服饰，是央视春晚上首次出现传统汉服的节目。出现的纹样来自艺术顾问常沙娜。